# 柳家乡 (富川县)
柳家乡，是中华人民共和国广西壮族自治区贺州市富川瑶族自治县下辖的一个乡镇级行政单位。

## 行政区划
柳家乡下辖以下地区：
柳家社区、凤岭村、长溪江村、新石村、下湾村、石坝村、龙岩村、洞井村、洋新村和大湾村。